# Eisenbahnbetriebsleiter
Eisenbahnbetriebsleiter (EBL) leiten und überwachen die sicherheitsrelevanten Abläufe in einem Eisenbahnunternehmen (Eisenbahnverkehrsunternehmen oder Eisenbahninfrastrukturunternehmen).

## Bezeichnung
Der Begriff Oberster Betriebsleiter (OBL) wurde als Synonym für Eisenbahnbetriebsleiter besonders in älteren Publikationen benutzt. Aufgrund des für Außenstehende fehlenden Bezugs zum Thema Eisenbahn ist dieser Begriff heute nicht mehr gebräuchlich. In der deutschen Rechtssprache sind mittlerweile sowohl Eisenbahnbetriebsleiter als auch Betriebsleiter als Bezeichnung zu finden.
In Österreich lautet die Bezeichnung nur Betriebsleiter.

## Zugangsvoraussetzungen

### Deutschland
In der Regel ist die Befähigung durch das Ablegen der Prüfung zum Betriebsleiter für Eisenbahnen nachzuweisen, Inhalte der Prüfung werden durch die Eisenbahnbetriebsleiter-Prüfungsverordnung festgelegt. Erforderlich für die Zulassung zur Prüfung sind gemäß § 7 der Verordnung:
- ein abgeschlossenes Studium des Bauingenieurwesens, des Maschinenbaus, der Elektrotechnik, einer diesen verwandten Ingenieurwissenschaft oder einer Ingenieurwissenschaft des Verkehrswesens an einer deutschen wissenschaftlichen Hochschule, einer deutschen staatlichen oder staatlich anerkannten Fachhochschule oder einer von der zuständigen Stelle des Landes als gleichwertig anerkannten ausländischen Hochschule und
- mindestens dreijährige Tätigkeit bei Eisenbahnen als Ingenieur für den Bau oder den Betrieb der Eisenbahn oder mindestens dreijährige Tätigkeit als bestätigter Straßenbahn-Betriebsleiter. Tätigkeiten bei anderen Stellen als Ingenieur in einem Fachbereich, zu dem in erheblichem Umfang die Planung, der Bau, der Betrieb oder die Überwachung spurgebundener Bahnen gehören, können bis zu einem Jahr angerechnet werden.

Wer diese Voraussetzungen erfüllt, kann zur Prüfung beim Eisenbahn-Bundesamt (EBA) oder der zuständigen Landesbehörde (z. B. Landesbevollmächtigter für Bahnaufsicht) zugelassen werden und bei erfolgreichem Abschluss einen Befähigungsnachweis erhalten, wobei der Befähigungsnachweis einer Landesbehörde in der Regel auch von anderen Landesbehörden anerkannt wird. Die Prüfung wird in der Regel durch einen gemeinsamen Prüfungsausschuss der Landesbehörden und des Eisenbahn-Bundesamtes gemäß § 1 Abs. 2 EBPV abgenommen.
Ohne die Prüfung kann auch als EBL tätig werden, wer in einem Fachgebiet, zu dem in erheblichem Umfang Planung, Bau und Betrieb von Eisenbahnen gehören, die große Staatsprüfung für den höheren technischen Verwaltungsdienst bestanden hat und mindestens drei Jahre in für die Sicherheit einer Eisenbahn wesentlichen Fachbereichen als Ingenieur tätig war, sowie wer bereits bestätigter Straßenbahn-Betriebsleiter und in einem Unternehmen tätig ist, das die Genehmigung als Straßenbahnunternehmen und als Eisenbahnunternehmen besitzt oder bei einfachen Betriebsverhältnissen, wobei sich dann die Aufsichtsbehörde vom Vorhandensein der für den jeweiligen Einzelfall notwendigen Kenntnisse zu überzeugen hat.
Nach erfolgreicher Prüfung gemäß EBPV erfolgt durch die zuständige Aufsichtsbehörde die Erteilung eines Befähigungsnachweises. In den Jahren 2005 bis 2011 legten jährlich etwa 20–50 Personen die Prüfung zum Betriebsleiter ab.
Nicht von der EBV und EBPV erfasst sind Betriebsleiter für nichtöffentliche Eisenbahnen, die auch als Anschlussbahnleiter bekannt sind. Ihre Qualifikation richtet sich nach landesrechtlichen Vorgaben (Landeseisenbahngesetze und Bau- und Betriebsordnungen für Anschlussbahnen). In der Regel ist hier ein mehrwöchiger Lehrgang bei einem privaten Bildungsträger zu absolvieren, der dann mit einem Fachkundegespräch abgeschlossen wird. Umgekehrt werden Befähigungsnachweise gemäß EBPV für Eisenbahnbetriebsleiter für öffentliche Eisenbahnen als Fachkundenachweis für Anschlussbahnleiter anerkannt, da deren Kenntnisfeststellung deutlich weitergehende Anforderungen stellt.

### Österreich
Die Zugangsvoraussetzungen werden durch die Eisenbahnverordnung 2003 (EisbVO 2003) festgelegt:
1. Abschluss einer höheren technischen Lehranstalt (HTL) und zehn Jahre Betriebspraxis oder Abschluss eines einschlägigen Studiums und mindestens fünf Jahre Betriebspraxis;
2. Nachweis der Kenntnisse über folgende Fachgebiete: Sicherungstechnik, Eisenbahnbautechnik, Eisenbahnbetrieb, Sicherung schienengleicher Eisenbahnkreuzungen, Elektrotechnik, Fahrbetriebsmitteltechnik, Unfallverhütung, betrieblicher Brandschutz, Rechtsvorschriften;
3. Kenntnisse über das Eisenbahnunternehmen selbst (durch das Eisenbahnunternehmen zu bestätigen).

## Bestellung

### Deutschland
In Deutschland setzt der Einsatz als Eisenbahnbetriebsleiter bei einem Eisenbahnunternehmen den Nachweis der Zugangsvoraussetzungen gegenüber der jeweiligen Aufsichtsbehörde voraus, erst dann kann die aufsichtsbehördliche Bestätigung der Bestellung durch das Unternehmen erfolgen. An den stellvertretenden Eisenbahnbetriebsleiter, früher: Stellvertreter des Obersten Betriebsleiters (Stv. OBl), werden in der Regel die gleichen Qualifikationsanforderungen gestellt, soweit nicht durch die Aufsichtsbehörde davon abgewichen wird. Auch mehrere Stellvertreter, insbesondere auch bei regional getrennten Betrieben, sind möglich.
Die Bestellung oder Berufung kann sich jeweils auf die festgelegte Unternehmensrichtung als Eisenbahnbetriebsleiter für ein Eisenbahnverkehrs- oder Eisenbahninfrastrukturunternehmen beziehen. Besonders bei kleineren Unternehmen mit beiden Geschäftsfeldern werden aber durch den Eisenbahnbetriebsleiter regelmäßig auch beide Aufgabenfelder wahrgenommen. Dann sind jedoch zumeist die Stellvertreter jeweils konkret für ein Aufgabenfeld zuständig.
Zudem ist es möglich, dass Eisenbahnbetriebsleiter mit fachlichen Aufgaben bestellt werden. Hierbei sind deren Zuständigkeitsbereiche eindeutig abzugrenzen. Davon machen insbesondere größere Eisenbahnunternehmen Gebrauch.

### Österreich
In Österreich ist die Bestätigung des Betriebsleiters nach Vorlage aller Nachweise durch die Eisenbahnbehörde per Bescheid erforderlich.
Auch in Österreich müssen Stellvertreter des Betriebsleiters alle Voraussetzungen für den Betriebsleiter erfüllen. Erleichterungen sind von der Behörde für Nebenbahnen und regional tätige Unternehmen möglich. Bei großen Eisenbahnunternehmen sind auch fachlich zuständige Betriebsleiter möglich, die den Betriebsleiter unterstützen.

## EU-Gesetzgebung
Mit der Einführung des vierten Eisenbahnpakets im Jahr 2016 und dem Inkrafttreten der nationalen Umsetzung in Deutschland zum 16. Juni 2020 sind zahlreiche Eisenbahnunternehmen in die Nachweispflicht eines Sicherheitsmanagementsystems (SMS) gefallen. Die Möglichkeit der Erteilung einer Sicherheitsbescheinigung mit erleichterter Nachweisführung gemäß § 7a Abs. 3 AEG ohne vollumfängliche Prüfung des SMS („EBL-Nachweis“) entfällt. Bis zu diesem Zeitpunkt war es kleineren EVU möglich, durch die Bestellung eines Eisenbahnbetriebsleiters die aufwendige Einführung und Auditierung eines SMS zu umgehen. Dies ist nun nicht mehr möglich. Dafür ist es Eisenbahnunternehmen mit nachgewiesenem SMS möglich, keinen Eisenbahnbetriebsleiter mehr zu bestellen, dafür wird meist eine Person mit der Verantwortung für das Sicherheitsmanagementsystem bestellt. Eisenbahnunternehmen, die nicht das übergeordnete Netz befahren oder Infrastruktur auf diesem betreiben und deshalb keiner Sicherheitsbescheinigung oder -genehmigung bedürfen, sind davon jedoch ausgenommen, sie haben weiterhin einen EBL zu bestellen. In Österreich muss weiterhin stets ein Betriebsleiter und Stellvertreter bestellt werden.

## Aufgaben
Der Einsatz eines Eisenbahnbetriebsleiters in der Betriebsleitung eines Eisenbahnunternehmens erfolgt auf der Grundlage der Eisenbahnbetriebsleiterverordnung, die in § 4 Aufgaben und Befugnisse gegenüber der Geschäftsführung bzw. dem Eisenbahnunternehmer grundsätzlich regelt. Zusätzlich erlässt der Eisenbahnunternehmer eine Geschäftsanweisung, die bei der Bestätigung der Bestellung auch der Aufsichtsbehörde vorzulegen ist.
Eisenbahnbetriebsleiter sind mit besonderen Befugnissen ausgestattet und in Sicherheitsfragen besonders qualifiziert. Sie sind – unbeschadet der Verantwortung des Eisenbahnunternehmers – dafür verantwortlich, dass der Eisenbahnbetrieb sicher verläuft.
Eisenbahnbetriebsleiter organisieren die Aus- und Fortbildung der Mitarbeiter, nehmen entsprechende Prüfungen ab, erlassen erforderliche Weisungen und Anordnungen, überwachen die Tätigkeit der Mitarbeiter und klären Ursachen von Unregelmäßigkeiten.
Bei Eisenbahnverkehrsunternehmen ist der Eisenbahnbetriebsleiter im Wesentlichen für die Organisation und die Verantwortung über den Bahnbetrieb und die Fahrbetriebsmittel zuständig, bei Eisenbahninfrastrukturunternehmen schwerpunktmäßig für die Organisation der Instandhaltung und betriebssicheren Unterhaltung von Bahnanlagen und Bauwerken.
Der Eisenbahnbetriebsleiter kann sich gemäß § 4 Abs. 2 EBV sogenannter örtlicher Betriebsleiter (öBl) bedienen. Sie müssen die Anforderungen an Betriebsbeamte im Sinne der EBO erfüllen und nehmen als Leitende und Aufsichtsführende im Bahnbetrieb eine Überwachungsfunktion wahr. Sie unterstehen jedoch grundsätzlich der Weisungskompetenz des Eisenbahnbetriebsleiters.
Die Eisenbahnbetriebsleiter der EVU sind mit der Umsetzung des vierten Eisenbahnpakets in Eisenbahnunternehmen, die einer Sicherheitsbescheinigung oder -genehmigung bedürfen, auch für die betriebsinterne Implementierung des Sicherheitsmanagementsystems (SMS) verantwortlich, sofern dafür kein eigener SMS-Manager vorhanden ist. Das Berufsbild ist somit einem formalen Wandel unterworfen. Während früher die Kompetenz des EBL für einen sicheren und zuverlässigen Bahnbetrieb zu sorgen durch eine Prüfung bei der zuständigen Aufsichtsbehörde und regelmäßigen Fortbildungsunterricht festgestellt wurde, ist heute die Auditierung des vom EBL verantworteten SMS durch das Eisenbahn-Bundesamt bzw. die Sicherheitsbescheinigungsstelle und die Erhaltung der Sicherheitsbescheinigung Indikator für eine erfolgreiche Tätigkeit als EBL. Hinzu kommt das Tagesgeschäft in der Betriebsorganisation als wichtige Berufskomponente. Überhaupt nimmt in Deutschland die Anzahl solcher Unternehmen, die die Möglichkeit, bei nachgewiesenem SMS keinen EBL zu bestellen, zu.